# Piwniczna-Zdrój
Piwniczna-Zdrój là một thị trấn thuộc huyện Nowosądecki, tỉnh Małopolskie ở nam Ba Lan. Thị trấn có diện tích 38 km². Đến ngày 1 tháng 1 năm 2011, dân số của thị trấn là 5805 người và mật độ 152 người/km².